# Sphaerodactylus klauberi
Sphaerodactylus klauberi este o specie de șopârle din genul Sphaerodactylus, familia Gekkonidae, descrisă de Grant 1931. A fost clasificată de IUCN ca specie cu risc scăzut. Conform Catalogue of Life specia Sphaerodactylus klauberi nu are subspecii cunoscute.